# Jordi Socías
Jordi Socías (n. 1945) es un fotógrafo y editor gráfico español.
Su interés por la fotografía se inició a través del mundo del cine y con 27 años decidió aprender fotografía, primero por correspondencia y luego por la observación del trabajo de fotógrafos destacados. Fue por tanto autodidacta en su formación fotográfica. 
Inició su trabajo como fotoperiodista colaborando con publicaciones como la revista Destino y La Vanguardia, pero fue en Cambio 16 donde realizó la mayor parte de su trabajo, primero en Barcelona y posteriormente en Madrid, convirtiéndose en jefe de fotografía en 1976. Se incluye en el nuevo fotoperiodismo español de esa época junto a Paco Elvira, Pilar Aymerich, Manel Armengol y otros.
En 1972 participó en la clandestinidad con la Agencia Popular Informativa (API) y 1979 fue el fundador de la agencia Cover, considerada como una agencia gráfica emblemática en la transición española, en 1988 también participó en la creación de la revista El Europeo. En 1997 comenzó a trabajar en El País Semanal como editor gráfico y fotógrafo.
Su trabajo como fotógrafo ha sufrido una evolución desde el periodismo fotográfico en la calle a otro más centrado en el retrato. por otro lado, su trabajo en el cine le ha hecho participar en el rodaje de más de veinte de películas como en Calle 54 de Fernando Trueba.
Ha realizado numerosas exposiciones, una de las primeras la realizó en la Galería Spectrum de Barcelona en 1979, posteriormente ha participado en exposiciones tan significativas como Cuatro direcciones. Fotografía Contemporánea Española: 1970-1990 en el Museo Nacional Centro de Arte Reina Sofía en 1992, 25 años después. Memoria gráfica de la transición en la Fundación Telefónica o Un siglo de fotografías catalanas en la sala Conde Duque de Madrid en 2000. Entre sus exposiciones individuales se pueden mencionar la retrospectiva realizada en la Biblioteca Nacional en 2005 con el título Maremagnum, así como la exposición itinerante Jordi Socias. Fotografía que se inauguró en la sede del Instituto Cervantes de Viena en 2010 y tras diversas modificaciones pasó a convertirse en una exposición retrospectiva que ha podido contemplarse a nivel internacional. 
En 2024 es protagonista de la retrospectiva Jordi Socías. Al final de la escapada en la sala Canal de Isabel II Madrid.